# Huascarán
Huascarán, Nevado Huascarán, är ett berg i Peru. Det är med sina 6 768 meter över havet landets högsta berg. Huascarán är också Sydamerikas tredje högsta berg.
Huascarán tillhör Cordillera Blanca (det vill säga den snöbetäckta 'vita bergskedjan') och ligger i regionen Áncash i Peru. Huascaran hör till Huascaráns nationalpark, som ligger på Unescos världsarvslista.

## Naturkatastrofer
1962 begravde ett lerskred byn Ranrahirca och cirka 3 500 människor omkom. År 1970 utlöste jordbävningar stora snö- och lerskred som begravde flera byar och större delen av staden Yungay; cirka 67 000 människor omkom.